# الغواصة الألمانية يو-168
غواصة يو-168 غواصة يو بوت ألمانية من الفئة التاسعة سي/40 بنيت لسلاح بحرية ألمانيا النازية كريغسمارينه، في أحواض بناء السفن والآلات الألمانية في بريمن خلال الحرب العالمية الثانية. أبحرت يو-168 في 3 يوليو 1943 واغرقت سفينة الشحن البريطانية Heiching التي يبلغ وزنها 2200 طن قبل أن تصل إلى بينانغ في 11 نوفمبر.